# 윤호솔
윤호솔(尹豪率, 1994년 7월 15일 ~ )은 전 KBO 리그의 투수이다. 개명 전 이름은 '윤형배(尹炯培)'이다.

## 아마추어 시절
북일고등학교 시절 2011년 대통령배 전국고교야구대회에서 팀이 14년 만에 우승했다. 대전고등학교 조상우와 지역 라이벌을 넘어 전국구 라이벌로 불리며 나란히 그 해 고졸 최대어로 평가받았고, 2013년에 NC 다이노스에 우선 지명돼 입단하였다.

## NC 다이노스시절
2013년에 입단하였다.

## 한화 이글스시절
2018년 3월 20일 당시 한화 이글스 소속이었던 정범모와 1:1 트레이드로 이적하였다.

## LG 트윈스시절
2022년 11월 28일 FA를 통해 한화 이글스로 이적한 채은성의 보상 선수로 지명돼 이적하였다.

## 논란
- 2018년 8월 11일에 전자금융거래법 위반 혐의로 참가 활동 정지 조치를 받았다.[3]

## 수상
- 2010년 제17회 무등기 전국고교야구대회 우수 투수상
- 2011년 제45회 대통령배 전국고교야구대회 최우수 선수상, 제 2회 SK야구 꿈나무 장학금 시상식 고교부문 대상
- 2012년 제 66회 황금사자기 전국고교야구대회 최우수 선수상, 조아제약 프로야구대상 아마야구 MVP

## 국가대표 경력
- 2012년 세계 청소년 야구 선수권 대회

## 출신 학교
- 온양온천초등학교
- 온양중학교
- 북일고등학교

## 통산 기록
| 연도 | 팀명  | 평균자책점 | 경기 | 완투 | 완봉 | 승 | 패 | 세 | 홀 | 승률  | 타자 | 이닝 | 피안타 | 피홈런 | 볼넷 | 사구 | 탈삼진 | 실점 | 자책점 |
| ---- | ----- | ---------- | ---- | ---- | ---- | -- | -- | -- | -- | ----- | ---- | ---- | ------ | ------ | ---- | ---- | ------ | ---- | ------ |
| 2014 | NC    | 13.50      | 2    | 0    | 0    | 0  | 0  | 0  | 0  | -     | 18   | 3⅓   | 8      | 3      | 0    | 1    | 3      | 5    | 5      |
| 2019 | 한화  | 17.18      | 3    | 0    | 0    | 0  | 0  | 0  | 0  | -     | 22   | 3⅔   | 8      | 1      | 3    | 0    | 2      | 7    | 7      |
| 2020 | 한화  | 10.50      | 6    | 0    | 0    | 0  | 1  | 0  | 0  | 0.000 | 32   | 6    | 8      | 2      | 6    | 0    | 4      | 8    | 7      |
| 2021 | 한화  | 4.62       | 55   | 0    | 0    | 3  | 0  | 0  | 8  | 1.000 | 214  | 48⅔  | 41     | 7      | 30   | 3    | 42     | 29   | 25     |
| 2022 | 한화  | 4.04       | 52   | 0    | 0    | 3  | 5  | 0  | 7  | 0.375 | 199  | 42⅓  | 43     | 2      | 28   | 0    | 33     | 26   | 19     |
| 통산 | 5시즌 | 5.45       | 117  | 0    | 0    | 6  | 6  | 0  | 15 | 0.500 | 485  | 104  | 108    | 15     | 67   | 4    | 84     | 75   | 63     |